# Бирд, Джордж Миллер
Джордж Миллер Бирд (англ. George Miller Beard; 8 мая 1839, Монтвилл, Нью-Лондон, Коннектикут, США — 23 января 1883, Нью-Йорк, США) — американский врач-невропатолог. Впервые описал и ввëл медицинский термин — неврастения (1869 год).

## Биография
Высшее образование получил в академии в Андоваре и в Йельском колледже. Во время учëбы в 1862 г. поступил на службу в ВМС США врачом.
Степень доктора медицины получил в 1866 г. на медицинском факультете Королевского колледжа (ныне - Колумбийский университет), с 1866 проживал в Нью-Йорке, специально посвятив себя невропатологии.
С 1868 г. читал лекции по невропатологии и электротерапии.

## Научные труды
Капитальнейшим трудом считается работа о весьма распространенной современной болезни, которая известна как неврастения. Кроме того, им впервые описано заболевание «Прыгающие французы штата Мэн» (англ. англ. Jumping Frenchmen of Maine)

## Избранная библиография
- «Electricity as a Tonic», 1866
- «Neurasthenia, or Nervous Exhaustion», 1869;

- «Our home physician» (1869),
- «Eating and drinking» (1871);
- «Stimulants and narcotics» (1871);
- «Legal Responsibility in Old Age», (1874);
- «Médical and surgical electricity» (в 1875 г. совместно А. Д. с Роквилем);
- «Hay-fever Summercatarrh» (1876);
- «Seasickness, its Symptoms, nature and treatment» (1881);
- «The scientific basis of delusions» (1877);
- «Problems of Insanity», (1880);
- «Nervous exhaustion, neurasthenia» (1880);
- «American nervousness, with its causes and consequences» (1881);
- «The cas of Guiteau, a psychological study» (1882);
- «Sexual neurasthenia» (1884, русский перевод, Харьков, 1887) и другие.

Был инициатором внедрения электротерапии, предпринял ряд реформ по улучшению организации ухода за больными в психиатрических лечебницах США.
Основатель «Национальной ассоциации по защите душевнобольных и предупреждению психических заболеваний».
Занимал непопулярную в то время в Штатах позицию в вопросе о применении смертной казни, призывая к смягчению приговоров (в частности, помилованию Шарля Гито, убийцы президента США Джеймса Гарфилда, обосновывая его поступок безумием).

## Источник
- Бирд Георг Миллер // Энциклопедический словарь Брокгауза и Ефрона : в 86 т. (82 т. и 4 доп.). — СПб., 1890—1907.